# Союз лужицких художников
Союз лужицких художников (в.-луж. Zwjazk serbskich wuměłcow, нем. Sorbische Künstlerbund) — наименование объединения лужицких представителей различных видов искусства. Своей целью декларирует распространение лужицкой культуры в Германии и странах Европы. Особенное внимание уделяется развитию лужицкой литературы и поддержке молодых авторов, использующих в своих произведениях лужицкие языки.
Союз лужицких художников был создан в 1990 году. В настоящее время объединяет около 100 лужицких актёров, танцоров, музыкантов, композиторов, художников и певцов. Организация входит в состав культурно-просветительской организации «Домовина». Организацией руководит Исполнительный комитет, который координирует и организует различные культурные мероприятия., в частности, ежегодные международные конкурсы лужицкой поэзии.